# Vila Stiassni
Vila Stiassni (někdy psáno též Stiassny) je vila v Brně, která byla postavena ve stylu moderního purismu podle návrhu Ernsta Wiesnera. Byla dokončena v roce 1929. Jejím objednavatelem byl Alfred Stiassni (1883–1961) s ženou Hermínou, rozenou Weinmannovou, po nichž vila získala svůj název. Od roku 2009 je vila ve správě Národního památkového ústavu. Na konci roku 2014 došlo k jejímu zpřístupnění veřejnosti. Vila je zapsána v katalogu moderní architektury mezinárodní organizace Iconic Houses, která sdružuje mimořádná díla světových architektů, architektonicky významné domy, domy umělců a ateliéry z 20. století přístupné veřejnosti jako domovní muzea.

## Historie
První návrhy pro vilu textilního průmyslníka Alfreda Stiassného vytvořil Wiesner v roce 1927. Dokončena byla o dva roky později. V roce 1939 byla zabavena říšskou státní policií a umístila do ní důstojnické kasino s jídelnou. Od roku 1946 pak na ni byla uvalena národní správa a roku 1952 připadla i se zahradou krajskému národnímu výboru k reprezentačním účelům. Od té doby se někdy užívá pojmenování „vládní vila“. Ve vile pobývala řada významných osobností, mezi něž patřil i Fidel Castro. Ve správě výboru zůstala až do devadesátých let, kdy přešla do soukromých rukou a byla pronajímána k pořádání svateb a jiných společenských akcí, jimiž utrpěla.

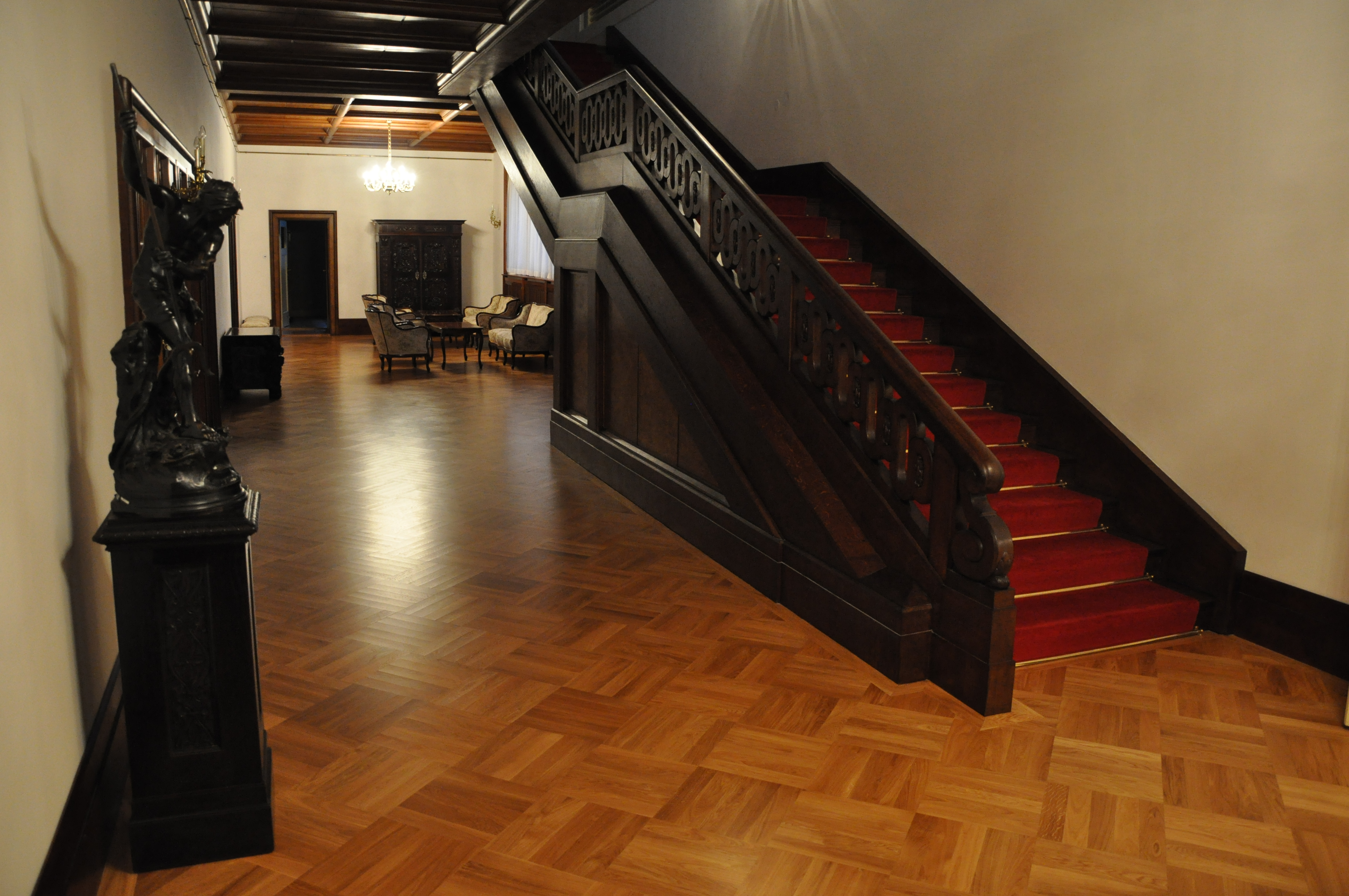
Interiér schodišťové haly po rekonstrukci 2014

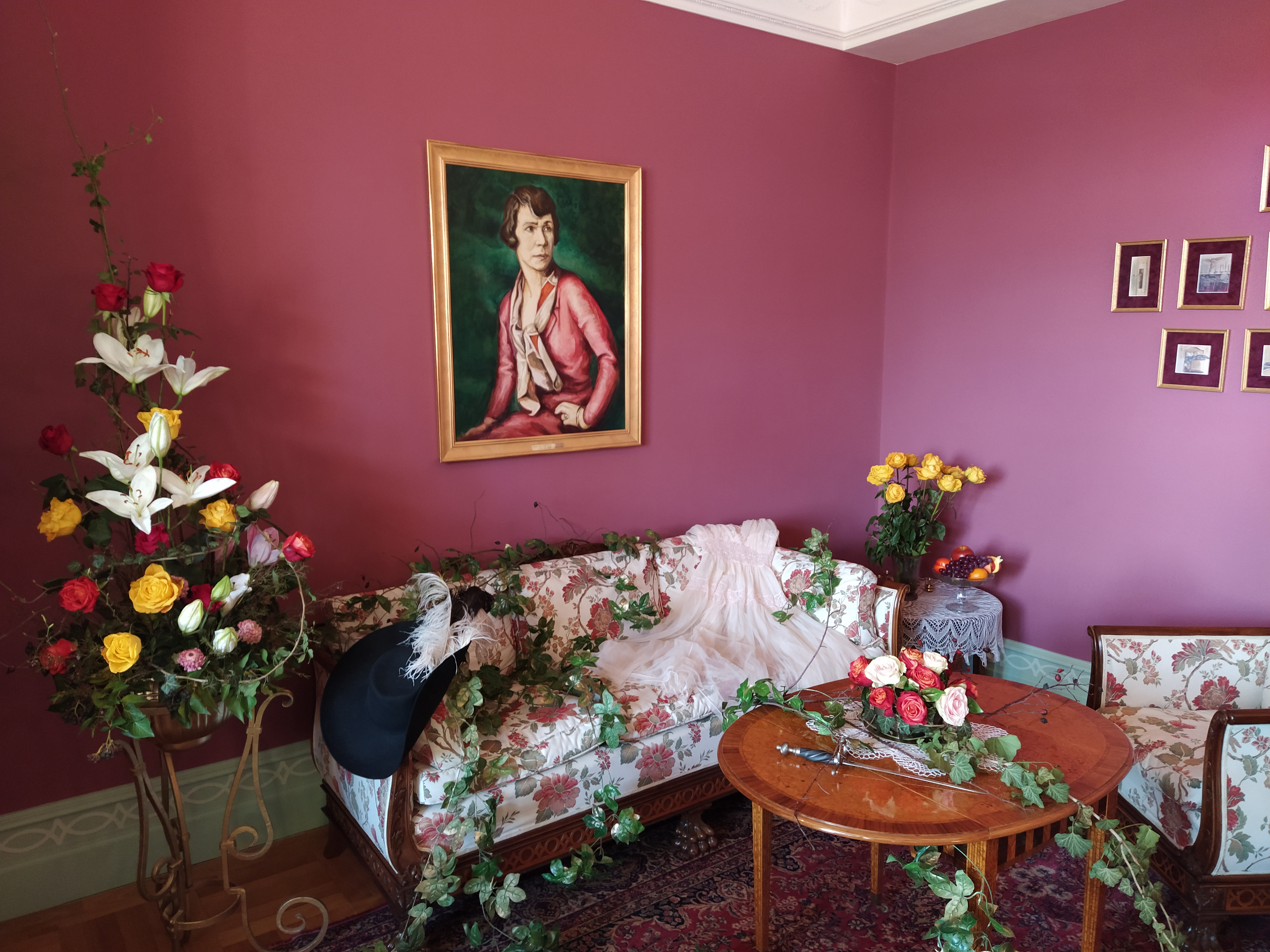
Pracovna Hermine Stiassni (1889–1962) s jejím portrétem

V letech 2009–2014 proběhla rekonstrukce vily, součástí obnovy byl vznik Centra obnovy památek architektury 20. století. Na jaře 2012 proběhlo výběrové řízení s názvem Zhotovitel staveb v areálu Centra obnovy památek architektury 20. století. Rekonstrukce vily a její přístavba byly dokončeny v listopadu 2014 a v polovině prosince 2014 se zde otevřelo Metodické centrum moderní architektury.

## Architektura
Patrová budova má půdorys písmene „L“. K vile přísluší ještě samostatně stojící trakt s garážemi a dvě budovy u vjezdu (stáj a byt řidiče). Nazelenalou hladkou fasádu člení jen velké plochy obdélných oken a dveře v pískovcových ostěních. Ty jsou na jižní straně doplněny plátěnými výsuvnými markýzami. Výrazným prvkem je mohutná kazetová římsa po celém obvodu budovy.
V delším traktu obráceném do pisáreckého údolí byly hlavní prostory, zatímco v kratším křídle s vlastním bočním vchodem se nacházela kuchyň s přípravnou, spižírna a pokoj služebnictva. Jídelna byla propojena se zahradou velkou lodžií a z vedlejšího salonu vedl do zahrady další východ. V patře byly soukromé pokoje příslušníků rodiny, pokoj vychovatelky a pokoj pro hosty, dále sociální zázemí a dětská herna s východem na terasu.
Vila je nemovitou kulturní památkou s rejstříkovým číslem 45000/7-7046.

## Zpřístupnění veřejnosti
Od 14. prosince 2014 je vila po rekonstrukci opět zpřístupněna veřejnosti. Komentované prohlídky v ní probíhají vždy v pátek a o víkendu od 10 do 17 hodin, zatímco v pracovních dnech je areál vily využíván ke studijním a badatelským účelům.

## Vila Stiassni v kultuře
Ve vile Stiassni se natáčel film Lída Baarová (2016) či televizní seriál Bohéma (2017; vila v něm představovala rodinnou vilu herce a divadelního ředitele Vlasty Buriana a jeho manželky).